# Coming Over
Singles de EXO
Dancing King
(2016) For Life
(2016)
Coming Over (カミング・オーバー) est le second single japonais du boys band sud-coréano-chinois EXO, sorti le 7 décembre 2016 sous Avex Trax. Le précédent étant Love Me Right ~Romantic Universe~. En Corée du Sud, le single est sorti plus tard le 4 janvier 2017. Le single figure dans leur premier album japonais Countdown.

## Contexte et sortie
Le 6 septembre 2016, EXO annonce à travers une vidéo la future sortie de leur second single japonais Coming Over. Le 6 octobre, la chanson complète a été mis à disposition au Japon sur l'application AWA, un site de streaming japonais populaire, et a été écouté plus de 100 000 fois dans les 12 heures avant l'événement promotionnel terminé. Une version courte du clip-vidéo pour "Coming Over" est sortie le 18 novembre. Le single est officiellement sorti le 7 décembre 2016.

## Promotion
EXO a interprété pour la première fois "Coming Over" lors de leurs concerts à Tokyo et à Osaka dans le cadre de leur troisième tournée. Le groupe l'a notamment chanté lors du a-nation au Japon le 26 août 2017 et l'a intégré au programme de leur quatrième tournée.

## Succès commercial
Coming Over a été vendu à plus de 150 000 exemplaires la première semaine de sa sortie, ce qui fait d'EXO le premier artiste international à avoir deux singles japonais de suite vendus à plus de 100 000 exemplaires avec dès la première semaine. Le single a été classé 41e sur l'Oricon's 2016 year-end singles Chart, la position la plus élevée parmi des chansons d'artistes sud-coréens.

## Liste des titres
| Coming Over | Coming Over              | Coming Over              | Coming Over                                                  | Coming Over | Coming Over | Coming Over | Coming Over | Coming Over | Coming Over |
| No          | Titre                    | Auteur                   | Producteur(s)                                                | Durée       |             |             |             |             |             |
| ----------- | ------------------------ | ------------------------ | ------------------------------------------------------------ | ----------- | ----------- | ----------- | ----------- | ----------- | ----------- |
| 1.          | Coming Over              | Amon Hayashi (Digz Inc.) | Andreas Öberg, Darren Smith, Drew Ryan Scott, Sean Alexander | 3:22        |             |             |             |             |             |
| 2.          | Tactix                   | Kamikaoru (カミカオル)   | Hanif Sabzevari, Daniel Kim                                  | 3:43        |             |             |             |             |             |
| 3.          | Run This                 | Amon Hayashi (Digz Inc.) | Mark Alvin Thompson, David Anthony Eames                     | 3:23        |             |             |             |             |             |
| 4.          | Coming Over (Less Vocal) |                          | Andreas Öberg, Darren Smith, Drew Ryan Scott, Sean Alexander | 3:22        |             |             |             |             |             |
| 5.          | Tactix (Less Vocal)      |                          | Hanif Sabzevari, Daniel Kim                                  | 3:43        |             |             |             |             |             |
| 6.          | Run This (Less Vocal)    |                          | Mark Alvin Thompson, David Anthony Eames                     | 3:23        |             |             |             |             |             |
| 20:54       |                          |                          |                                                              |             |             |             |             |             |             |

## Classements

### Classements hebdomadaires
| Classement                | Meilleure position |
| ------------------------- | ------------------ |
| Japanese Albums (Oricon)  | 2                  |
| Japan Hot 100 (Billboard) | 3                  |
| South Korea (Gaon)        | 15                 |

### Classement mensuel
| Classement     | Meilleure position |
| -------------- | ------------------ |
| Japan (Oricon) | 5                  |

### Classement annuel
| Classement     | Meilleure position |
| -------------- | ------------------ |
| Japan (Oricon) | 41                 |

## Ventes
| Pays               | Ventes  |
| ------------------ | ------- |
| Japan (Oricon)     | 157 499 |
| South Korea (Gaon) | 10 000  |

## Historique de sortie
| Pays         | Date            | Format                   | Label            |
| ------------ | --------------- | ------------------------ | ---------------- |
| Japon        | 7 décembre 2016 | CD, Téléchargement légal | Avex Trax        |
| Monde entier | 7 décembre 2016 | Téléchargement légal     | Avex Trax        |
| Corée du Sud | 4 janvier 2017  | Téléchargement légal     | SM Entertainment |